# Río Aguarico
Der Río Aguarico (oder kurz: Aguarico, spanisch für „reich an Wasser“) ist ein Fluss in Ecuador und Peru. Aufgrund seines hohen Gehalts an mineralischen Schwebstoffen, die das Wasser schmutzig-lehmfarben erscheinen lassen, gehört der Fluss zu den tropischen Weißwasserflüssen.

## Flusslauf
Der Río Aguarico entsteht aus dem Zusammenfluss von Río Chinguales und Río Cofanes am Fuße der Cordillera Real. Der Río Chinguales entspringt im äußersten Norden des Landes in den Anden nahe der ecuadorianisch-kolumbianischen Grenze zwischen Tulcán und Ipiales. Von dort fließt er in der Provinz Carchi zunächst vorwiegend nach Süden die Anden hinunter, bevor er in der Provinz Sucumbíos den ecuadorianischen Teil des Amazonasbeckens erreicht, wo er mit dem Río Cofanes zusammenfließt, dessen Quellflüsse weiter südlich an den Osthängen der Anden an der Grenze der Provinzen Imbabura und Sucumbíos entspringen. In der Provinz Sucumbíos fließt der Río Aguarico mit leichter Nord-Süd-Orientierung vor allem Richtung Osten. Er passiert unter anderem El Dorado de Cascales (bei Flusskilometer 385) und Nueva Loja (bei Flusskilometer 340), die Provinzhauptstadt von Sucumbíos.
Im letzten Teil seines Verlaufs bildet er zunächst die Südgrenze des Provinz Sucumbíos zur Provinz Orellana, bevor er nach der Einmündung des Río Lagartococha im intakten tropischen Regenwald des Cuyabeno-Wildreservates nach Süden abbiegt und die Staatsgrenze zu Peru bildet. Auf selbiger mündet er westlich der peruanischen Stadt Cabo Pantoja in den Río Napo ein, dessen Wässer seinerseits in den Amazonas fließen.
Der Río Aguarico ist ungefähr 440 Kilometer lang. Wichtige Zu- und Nebenflüsse sind linksseitig der Río Dorado (der in den Río Cofanes mündet), der Río Dureno, der Río Cuyabeno (mit seinen Nebenflüssen Río Aguas Negras und Río Balatayacu) und rechtsseitig der Río Due, der Río Eno, der Río Shushufindi und der Río Yanayacu (kurz vor der Mündung).
In der Provinz Orellana trägt ein Kanton den Namen des Aguarico. Dessen Hauptort Nuevo Rocafuerte liegt allerdings am Napo. Der Kanton wird nach Norden und Osten vom Aguarico begrenzt. Auch das Apostolische Vikariat Aguarico der römisch-katholischen Kirche für das Gebiet des sehr dünn besiedelten Amazonastieflandes (mit Sitz in Puerto Francisco de Orellana) ist nach dem Fluss benannt.
Entlang des Aguarico und seiner Nebenflüsse leben viele indigene Gemeinschaften Amazoniens, darunter Cofanes und Secoyas. Die tropischen Wälder, die der Aguarico durchfließt, sind sehr artenreich, im Fluss selbst leben unter anderem Delfine. In zahlreichen Gebieten um den Aguarico befinden sich Erdölvorkommen, bei deren Ausbeutung es in der Vergangenheit mehrfach zu Unfällen kam, die den Fluss verschmutzten (siehe Ölkatastrophe im nördlichen Amazonastiefland Ecuadors). Auf einer Länge von etwa 85 Kilometern verläuft im Amazonasbecken eine Erdölpipeline, die zum Teil zur ersten nationalen Ölleitung Oleoducto Transecuatoriano gehört, parallel zum Flusslauf.

## Einzugsgebiet
Der Río Aguarico entwässert eine Fläche von etwa 13.750 km². Das Einzugsgebiet erstreckt sich im Westen nördlich des Vulkans Cayambe über eine Länge von 90 km entlang der Cordillera Real. Im Norden grenzt es an das Einzugsgebiet des Río Putumayo, im Südwesten an das des Río Coca, im Süden an das des Mittellaufs des Río Napo.